# Херцогство Крайна
Вижте пояснителната страница за други значения на Крайна.
Херцогство Крайна (на немски: Herzogtum Krain; на словенски: Vojvodina Kranjska; на латински: Carnia, Carniolia) е територия в Свещената Римска империя и Хабсбургската монархия в днешна Крайна, Словения, от 1364 до 1918 г.

## История
На север Херцогството Крайна е граничело с херцогствата Каринтия и Щирия.
След смъртта на Хайнрих от Каринтия (+ 1335 г.) от род Майнхардини, който не оставя мъжки наследници, Крайна отива на Хабсбургите.
От 1364 г. по нареждане на Рудолф IV и Privilegium maius Крайна е наричана херцогство. Рудолф IV основава на 7 април 1365 г. в Долна Крайна на Крка на него наречения град Рудолфсверт, днешния Ново место (в Словения).
През 1374 г. Хабсбург, въз основа на сключения наследствен договор от 1363/1364 г. от граф Алберт IV от младата (албертинска) линия на Майнхардините от Горица, наследява Виндиш марка, Бела марка (Мьотлинг) и Пивка. Тези територии се управляват заедно с Крайна и по-късно са в състава на Херцогство Крайна. При двете наследствени подялби на Хабсбургите между 14 и 16 век Крайна е част от Вътрешна Австрия и се управлява от Грац.
По времето на Наполеоновите войни Крайна е завладяна през 1807 – 1809 г. от Наполеон Бонапарт и анексирана. След подписването на мирния договор от Шьонбрун през 1809 г., Наполеон образува чрез декрет Илирийски провинции.
През 1849 г. Кралство Илирия е ликвидирано и Херцогство Крайна става самостоятелна земя на Австрийската корона и остава такава до 29 октомври 1918 г.
Херцогство Крайна има през 1900 г. площ от 9.955 km² и 520 000 жители, от които 30 – 50 000 германци. През 1918/1919 г. малки гранични територии на Крайна отивът към новата Словения със столица Любляна. През 1945 г. Крайна става територия на югославската частична република Словения.

## Херцози на Крайна
- Рудолф (1364 – 1365) с братята си:
  - Албрехт III (1365 – 1379) с брат си
  - Леополд III (1365 – 1386)
- Вилхелм (1386 – 1406), син на Леополд с брат си
  - Ернст (1406 – 1424), от 1414
- Фридрих (1424 – 1493), син на Ернст, от 1452 император на Свещената Римска империя
- Максимилиан I (1493 – 1519), син, от 1508 император на Свещената Римска империя
- Карл I (1519 – 1521), внук, император от 1520 и брат му
  - Фердинанд I (1521 – 1564), император от 1558
- Карл II (1564 – 1590), син на Фердинанд
- Фердинанд II (1590 – 1637), син, император от 1619